# میل قاسم‌آباد
میل قاسم‌آباد مربوط به سدهٔ ۶ ه‍.ق است و در ۱۴ کیلومتری شمال زابل واقع شده و این اثر در تاریخ ۱۵ دی ۱۳۱۰ با شمارهٔ ثبت ۱۲۰ به‌عنوان یکی از آثار ملی ایران به ثبت رسیده است.